# 서부검은코뿔소
서부검은코뿔소(Western black rhinoceros) 또는 서아프리카검은코뿔소(West African black rhinoceros)는 2011년 IUCN에 의해 멸종되었다고 선언된 검은코뿔소의 아종이었다. 서부검은코뿔소는 다른 코뿔소 종들과는 유전적으로 다른 것으로 믿어졌다. 한때 사하라 이남 아프리카의 사바나에 널리 퍼져있었지만, 밀렵으로 인해 그 수는 줄어들었다. 서부검은코뿔소는 주로 카메룬에 살았지만 2006년 이후 조사는 어떤 개인도 찾지 못했다.